# Detski Mir (Fernsehsender)

Das Logo des Senders

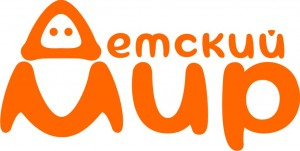
Das Logo des Senders

Detski Mir (russisch Детский мир, zu deutsch: Kinderwelt) ist ein privater Fernsehsender aus Russland, der ein Kinderprogramm vor allem an in Europa, Nordamerika oder dem Nahen Osten beheimatete Auslandsrussen oder andere russischsprachige Minderheiten (russische Juden, Spätaussiedler) liefert.
Detski Mir ist als Tochterprogramm des Auslandssenders RTVi ein Bezahlfernseh-Kanal. 
In Deutschland kann Detski Mir über Satellit und in den kostenpflichtigen Digitalangeboten der Kabelnetzbetreiber Vodafone Kabel Deutschland und Unitymedia über einen Digitaldekoder empfangen werden. 
Ein Schwerpunkt des Programms sind vor allem klassische russische und sowjetische Kinderproduktionen, wie auch international bekannte Märchen- und Zeichentrickfilme aus der Zeit der UdSSR, wie z. B. Nu Pogodi (dt. Wolf und Hase).